# زویگاتو
زویگاتو (انگلیسی: Zwigato) فیلم هندی درام هندی-زبان، محصول سال ۲۰۲۳ است که کارگردانی آن را ناندیتا داس بر عهده داشت. این فیلم ماجرای تسلیم نشدن در برابر مشکلات زندگی را به نمایش گذاشته‌است. نقش‌های محوری فیلم را کاپیل شارما و شاهانا گوسوامی بازی کرده‌اند. در روز ۱۷ مارس ۲۰۲۳، فیلم اکران شد.